# Peter Hrivňák
Peter Hrivňák (* 6. Mai 1965 in Košice) ist ein ehemaliger tschechoslowakischer Boxer im Superschwergewicht. Er erreichte jeweils einen fünften Platz bei den Olympischen Spielen 1988 und 1992.

## Werdegang
Hrivňák startete bei den Olympischen Spielen 1988 in Seoul und siegte gegen Petar Stoimenow, ehe er im Viertelfinale gegen Riddick Bowe ausschied. Bei der Weltmeisterschaft 1989 in Moskau verlor er im Achtelfinale gegen Vasile Adumitroaie und bei der Weltmeisterschaft 1991 in Sydney im Viertelfinale gegen Larry Donald. 1992 nahm er erneut an den Olympischen Spielen in Barcelona teil und gewann gegen Kevin McBride, ehe er im Viertelfinale gegen Brian Nielsen unterlag.
Hrivňák war darüber hinaus zweimaliger Teilnehmer bei Europameisterschaften; 1991 in Göteborg verlor er im Viertelfinale gegen Andreas Schnieders und 1993 in Bursa noch in der Vorrunde gegen Rimantas Prišmantas.
Von 1994 bis 1998 bestritt er noch 16 Profikämpfe in Deutschland, Niederlande, Italien, Spanien, Belgien, Portugal und Großbritannien.

## Int. Turniere (Auswahl)
- Februar 1992: 2. Platz beim Copenhagen Cup in Dänemark[7]
- Oktober 1990: 3. Platz beim TSC-Tournament in Deutschland[8]
- August 1989: 3. Platz beim TSC-Tournament in der DDR[9]
- März 1989: 3. Platz beim Strandja-Tournament in Bulgarien[10]
- November 1987: 3. Platz beim Feliks Stamm Tournament in Polen[11]